# (27961) Kostelecký
(27961) Kostelecký (désignation provisoire 1997 SU1) est un astéroïde de la ceinture principale découvert en 1997.

## Description
(27961) Kostelecký a été découvert le 22 septembre 1997 à l'observatoire Kleť, en République tchèque, en Bohême-du-Sud, par l'Observatoire Kleť.

### Caractéristiques orbitales
L'orbite de cet astéroïde est caractérisée par un demi-grand axe de 2,55 UA, un périhélie de 2,13 UA, une excentricité de 0,17 et une inclinaison de 2,31° par rapport à l'écliptique. Du fait de ces caractéristiques, à savoir un demi-grand axe compris entre 2 et 3,2 UA et un périhélie supérieur à 1,666 UA, il est classé, selon la JPL Small-Body Database, comme objet de la ceinture principale.

### Caractéristiques physiques
(27961) Kostelecký a une magnitude absolue (H) de 15,5 et un albédo estimé à 0,498.